# بوب هيليارد
بوب هيليارد (بالإنجليزية: Bob Hilliard)‏ هو شاعر أمريكي، ولد في 28 يناير 1918 في نيويورك في الولايات المتحدة، وتوفي في 1 فبراير 1971 في هوليوود في الولايات المتحدة.

## وصلات خارجية
- بوب هيليارد على موقع IMDb (الإنجليزية)
- بوب هيليارد على موقع ميوزك برينز (الإنجليزية)
- بوب هيليارد على موقع أول موفي (الإنجليزية)
- بوب هيليارد على موقع قاعدة بيانات برودواي على الإنترنت (الإنجليزية)
- بوب هيليارد على موقع قاعدة بيانات الأفلام السويدية (السويدية)
- بوب هيليارد على موقع أول ميوزيك (الإنجليزية)
- بوب هيليارد على موقع ديسكوغز (الإنجليزية)
- بوب هيليارد على موقع كينوبويسك (الروسية)